# Rok Rodzinnej Opieki Zastępczej
Rok Rodzinnej Opieki Zastępczej – ustanowiony uchwałą z 8 października 2008 przez Sejm Rzeczypospolitej Polskiej.
Ogłoszenie roku 2009 Rokiem Rodzinnej Opieki Zastępczej ma na celu zwrócenie uwagi na potrzebę poprawy sytuacji dzieci odrzuconych i osieroconych oraz zwiększenie działań na rzecz rozwoju i popularyzacji rodzicielstwa zastępczego w Polsce, które jest bardziej efektywnym i pożądanym sposobem ochrony i pomocy dzieciom nieposiadającym naturalnej i prawidłowo funkcjonującej rodziny.